# Transport în Cipru
Transportul în Cipru constă în transport terestru, pe apă și aerian. Transportul rutier este principalul mod de transport pentru majoritatea cetățenilor ciprioți, iar sistemele de transport rutier din Cipru sunt bine dezvoltate și utilizate pe scară largă pe întreaga insulă.
Deoarece Cipru nu mai are un sistem feroviar funcțional, sunt necesare diverse alte metode de transport pentru a asigura livrarea corespunzătoare a călătorilor și mărfurilor. Deoarece ultima cale ferată de călători a fost dezmembrată în 1952, singurele moduri de transport rămase sunt rutier, maritim și aerian.

## Drumuri

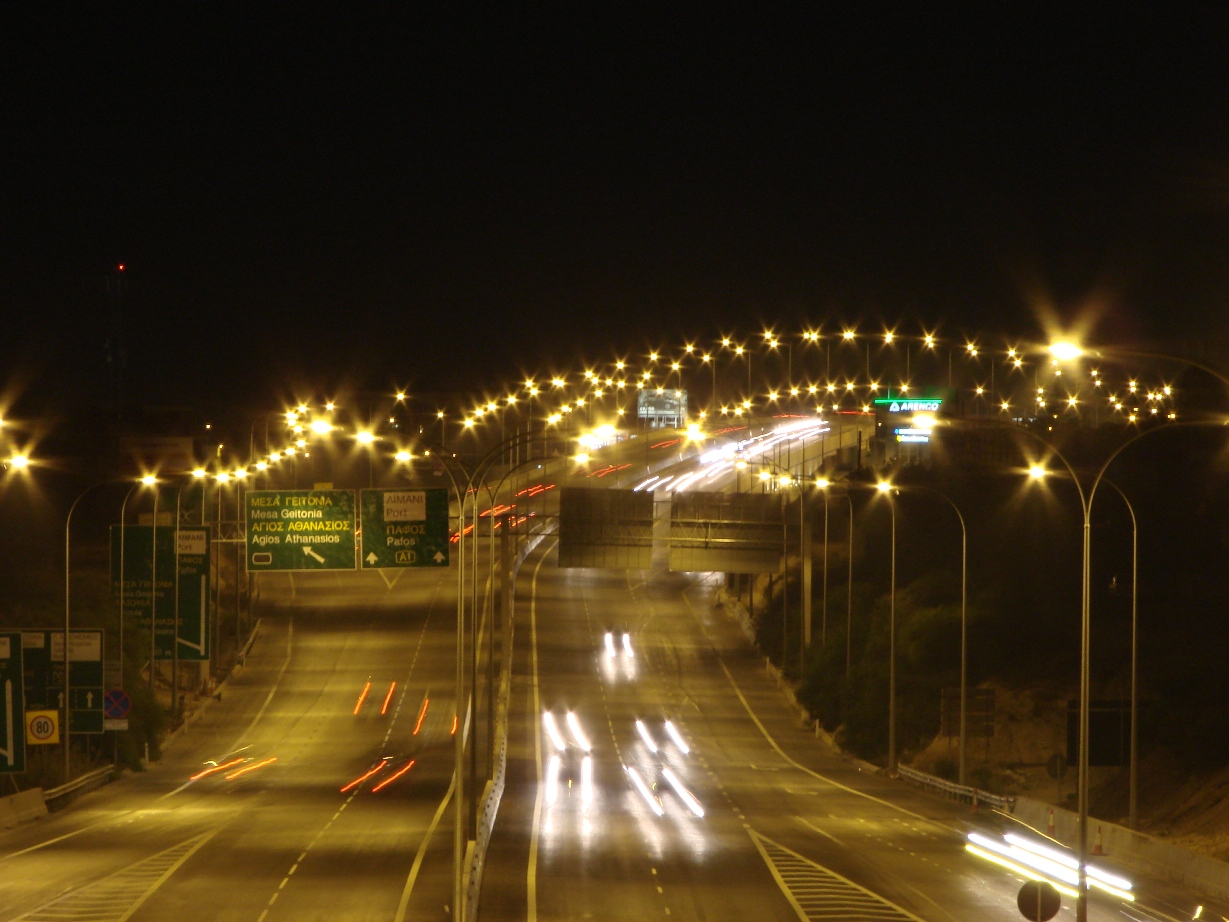
Vedere de noapte între ieșirea Agios Athanasios și ieșirea Mesa Geitonia din Limassol

Din cei 12.118 kilometri (7.530 mi) de drumuri din zonele controlate de Republica Cipru în 2006, 7.850 kilometri (4.880 mi) au fost asfaltate, în timp ce 4.268 kilometri (2.652 mi) au fost neasfaltate. În 1996, zona cipriotă turcă avea o proporție apropiată, dar mai mică, între drumurile asfaltate și cele neasfaltate, cu aproximativ 1.370 kilometri (850 mi) din 2.350 kilometri (1.460 mi) asfaltat și 980 kilometri (610 mi) neasfaltat. Ca o moștenire a stăpânirii britanice, Cipru este una dintre cele trei țări ale UE în care vehiculele circulă pe stânga, alături de Malta și Irlanda.

### Autostrăzi
- A1 Nicosia - Limassol
- A2 conectează A1 lângă Pera Chorio cu A3 lângă Larnaca
- A3 Aeroportul Larnaca - Agia Napa servește și ca drum circular pentru Larnaca.
- A5 conectează A1 lângă Kofinou cu A3 lângă Larnaca
- A6 Pafos spre Limassol
- A7 Paphos la Polis (planuri finale)
- A9 Nicosia la Astromeritis
- A22 Zona industrială Dali către Anthoupolis, Lakatamia (a treia centură a Nicosiei, planuri finale)

## Transport public
Locuitorii din Nicosia se bazează pe mașinile personale pentru a circula prin oraș. Cu mai mult de 658 de automobile la 1.000 de locuitori, Cipru are una dintre cele mai mari rate de proprietate de mașini din lume și țara folosește foarte puțin transportul public. Doar 3% din călătoriile în regiunea urbană Nicosia Mare se fac cu transportul public. Ciclismul este considerabil mai puțin frecvent la 2%. Guvernul Ciprului și autoritățile din Nicosia au elaborat un plan de transport public pentru a asigura accesul în mai multe zone și pentru a oferi mai multe opțiuni, în afară de mașinile private.

### Companii de transport public
În Cipru, transportul public cu autobuzul este gestionat de diferite companii în funcție de district.
Nicosia și Larnaca: NPT (Transport public Nicosia) și LPT (Transport public Larnaca), operate de Transport public Cipru (CPT)
Limassol: EMEL (Compania de transport pentru navetiștii din Limassol)
Paphos: OSYPA (Organizația de transport din Paphos)
Famagusta: OSEA (Famagusta District Transport Organisation)
AUTOBUZE INTERURBANE: Există servicii de transport cu autobuzul între toate orașele importante

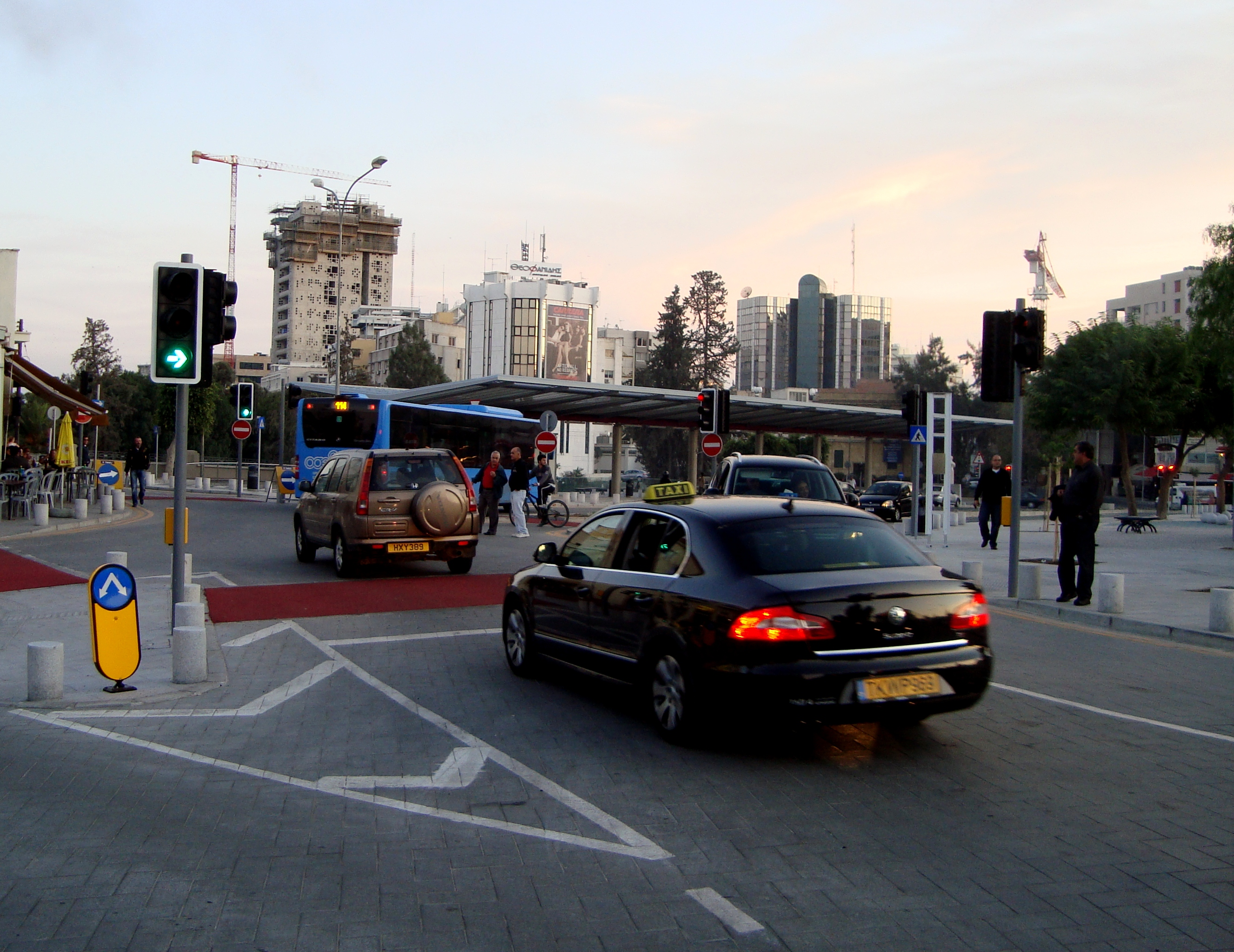
Stația de autobuz Piața Solomos

### Autobuze publice
În 2006 au fost anunțate planuri ample de îmbunătățire și extindere a serviciilor de autobuz și de restructurare a transportului public în întregul Cipru, cu sprijinul financiar al Băncii de Dezvoltare a Uniunii Europene. În 2010, noua rețea de autobuze revizuită și extinsă a fost implementată în sistemul de transport.
În 2020, companiile de transport pentru districtele Nicosia și Larnaca au fost schimbate de la OSEL (Organizația de transport districtual din Nicosia) la NPT (Transport public Nicosia) și, respectiv, de la ZENON Larnaca Buses la LPT (Larnaca Public Transport).
În 2022, Transportul Public din Cipru a făcut noi planuri pentru transportul public din Nicosia prin schimbarea numerelor de rută, adăugarea de noi noduri de autobuz și modernizarea autobuzelor și a experienței de transport. Planul a fost implementat în două etape și este în prezent finalizat.

### Trenuri
În 2025, Cipru nu avea un sistem feroviar funcțional Ultimul dintre sistemele cu ecartament îngust din țară a fost închis în 1974. Au fost făcute studii și lucrări pregătitoare pentru a construi un sistem modern între marile orașe,  motivat de agravarea problemelor de trafic. În octombrie 2024, o companie din Anglia și-a arătat interesul de a construi un nou sistem feroviar în Cipru.
În 2018, autoritățile municipale din Nicosia au solicitat un aviz cu privire la construcția unei rețele de tramvai în oraș către strategii JASPERS ai Băncii Europene de Investiții, care au concluzionat necesitatea unei abordări etapizate. În trecut au fost făcute și alte studii pe acest subiect, dar acestea nu s-au transformat în planuri concrete.

## Vehicule licențiate

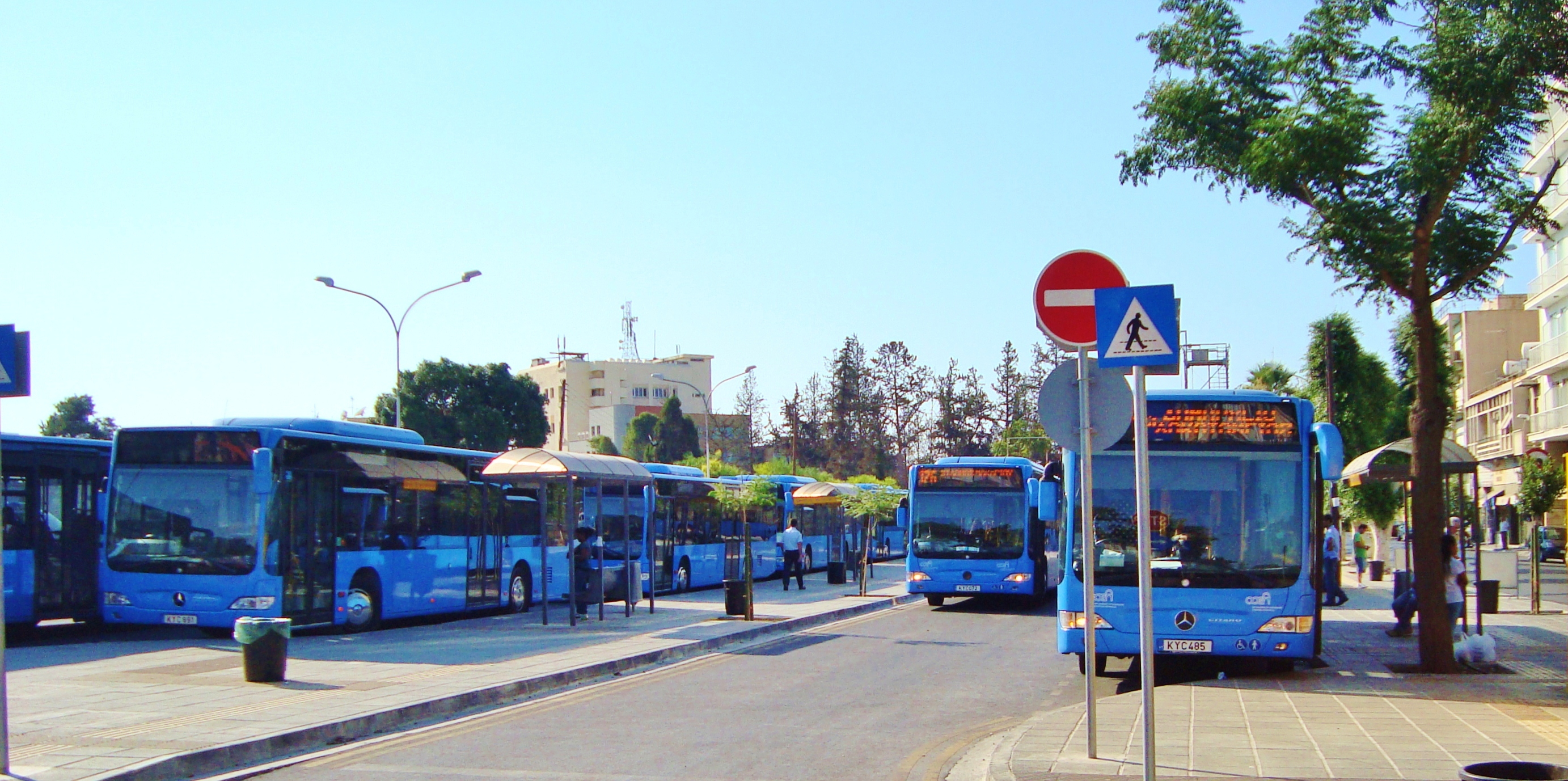
Autobuze publice albastre operate de OSEL în Piața Solomos, Nicosia

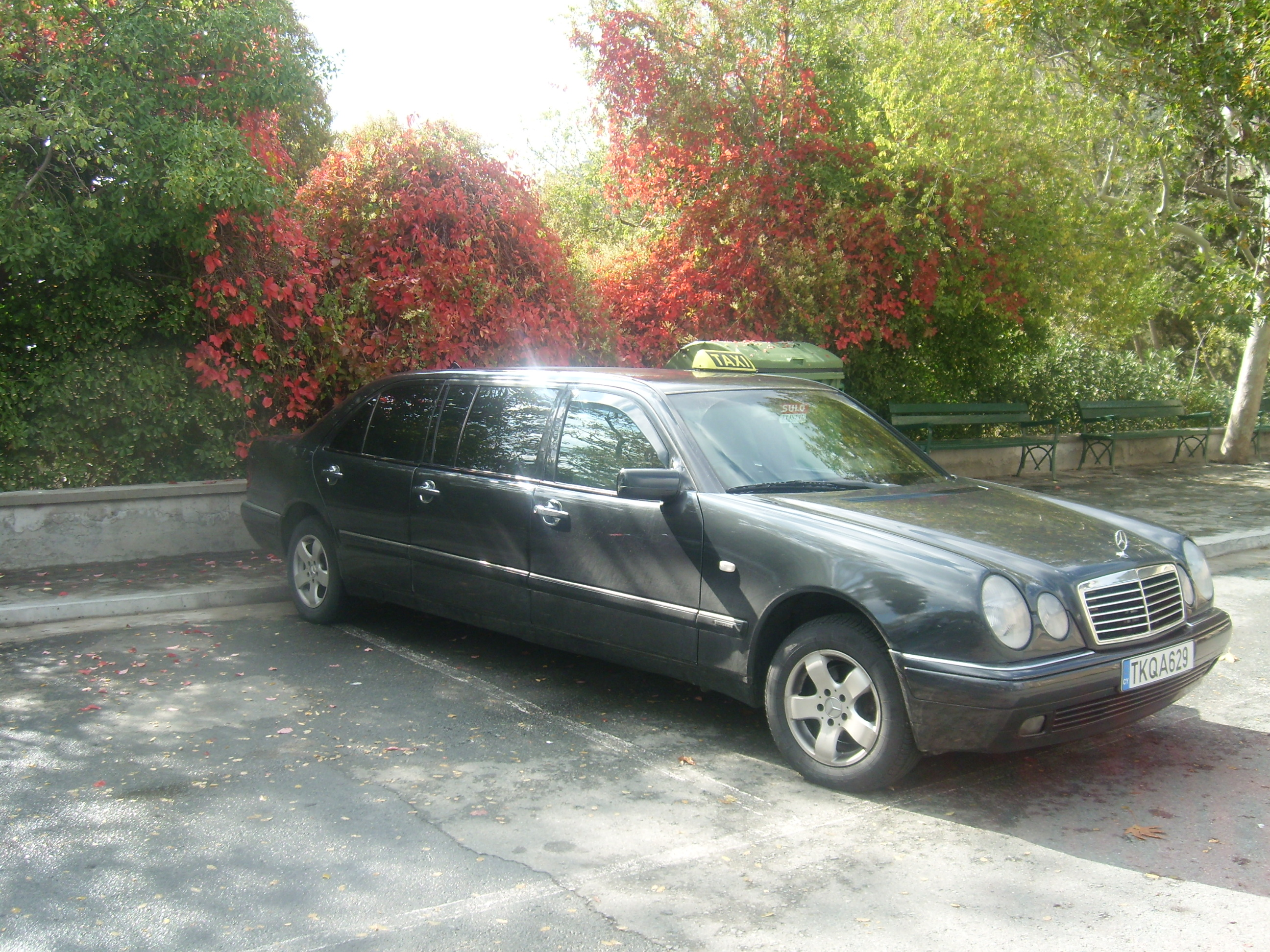
Un taxi în Cipru

Transportul rutier este forma dominantă de transport pe insulă. Statisticile publicate de Federația Internațională a Drumurilor în 2007 arată că Cipru deține cea mai mare rată de deținere de mașini din lume, cu 742 de mașini la 1.000 de locuitori.
|              | 2016   | 2017   | 2018   | 2019   | 2020   | 2021   | 2022   | 2023  | 2024  |
| ------------ | ------ | ------ | ------ | ------ | ------ | ------ | ------ | ----- | ----- |
| TOTAL MAȘINI | 12.643 | 13.127 | 13.135 | 15.200 | 14.500 | 14.565 | 33.795 | 2.994 | 4.369 |

Transportul public din Cipru este limitat la servicii de autobuz administrate privat (cu excepția orașelor Nicosia și Larnaca), taxiuri și servicii de taxi interurbane (denumite local taxiuri de serviciu). Astfel, proprietatea de mașini private în țară este a cincea cea mai mare pe cap de locuitor din lume. Cu toate acestea, în 2006 au fost anunțate planuri ample de extindere și îmbunătățire a serviciilor de autobuz și de restructurare a transportului public în întregul Cipru, cu sprijinul financiar al Băncii de Dezvoltare a Uniunii Europene.

## Porturi maritime
Porturile din Cipru sunt operate și întreținute de Autoritatea Porturilor din Cipru. Porturile majore ale insulei sunt portul Limassol și portul Larnaca, care deservesc vase de marfă, pasageri și vase de croazieră. Limassol este cel mai mare dintre cele două și se ocupă de un volum mare de nave de marfă și de croazieră. Larnaca este în primul rând un port de marfă, dar a jucat un rol important în evacuarea cetățenilor străini din Liban în 2006 și în efortul de ajutor umanitar ulterior. Un doc de marfă mai mic există și la Vasilikos, lângă Zygi (un oraș mic între Larnaca și Limassol). Navele mai mici și iahturile private pot andoca în porturile de agrement din Cipru.

## Sistem public de partajare a bicicletelor

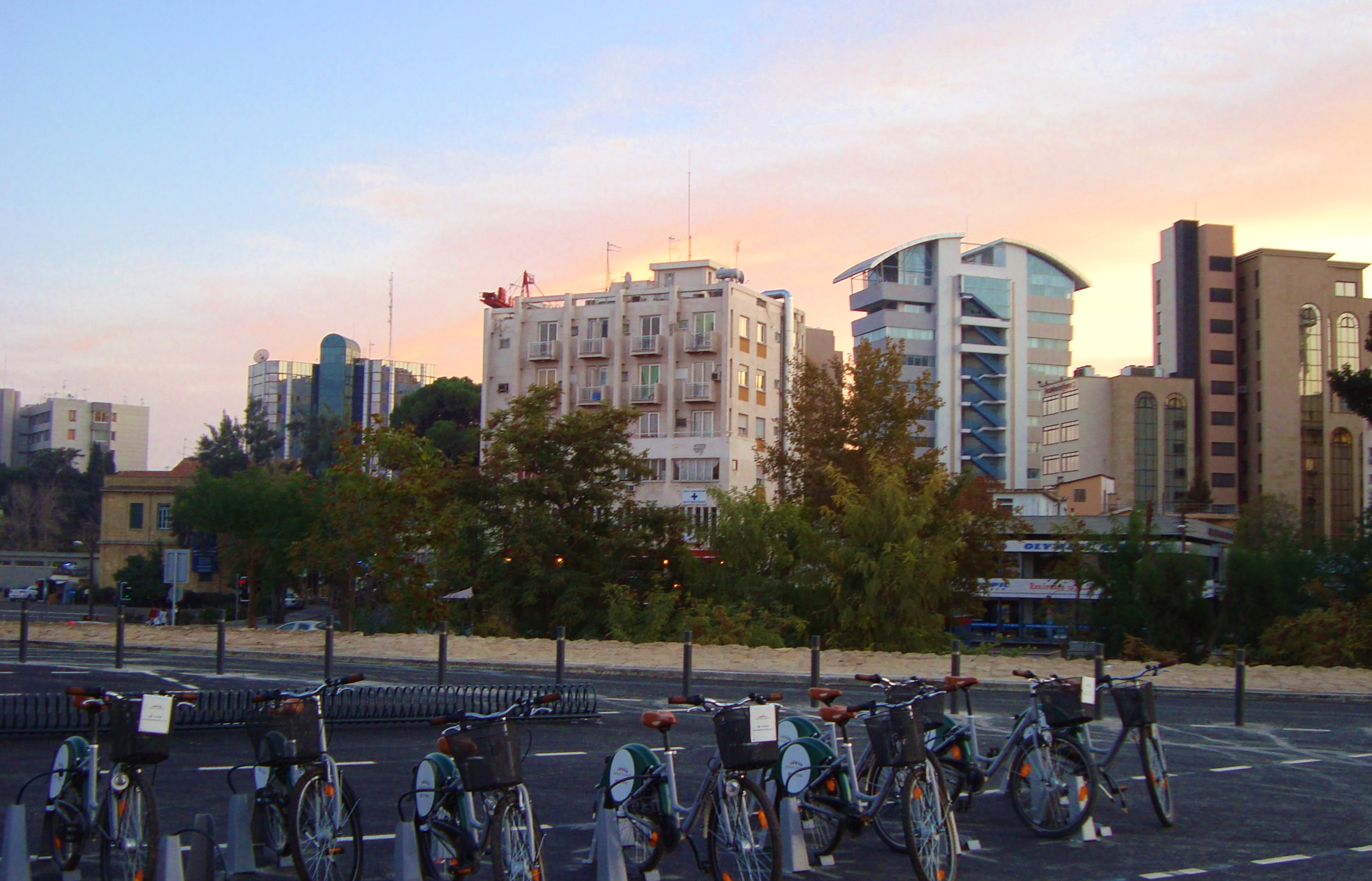
Biciclete publice în Nicosia

Nextbike este cel mai nou sistem de transport din Cipru, similar cu programele folosite cu succes în diferite orașe din lume. Bicicletele pot fi găsite în stațiile dedicate din Nicosia, Limassol și Larnaca.
Total: 1.414 nave (cu un volum brut de peste 1.000 tone) totalizând 23.497.776 GT / 37.331.506 tone deadweight (DWT)
Nave după tip: navă port-barje 2, vrachier 442, navă de marfă 495, navă-cisternă pentru produse chimice 22, vrac combinat 40, combinație minereu/petrol 8, navă de containere 144, nave de transport gaz lichefiat 6, nave de pasageri 8, petroliere 142, mărfuri frigorifice 41, roll-on/roll-off 45, nave de pasageri 13, cisterne specializate 4, transport vehicule 2 (estimări din 1999)

## Aeroporturi

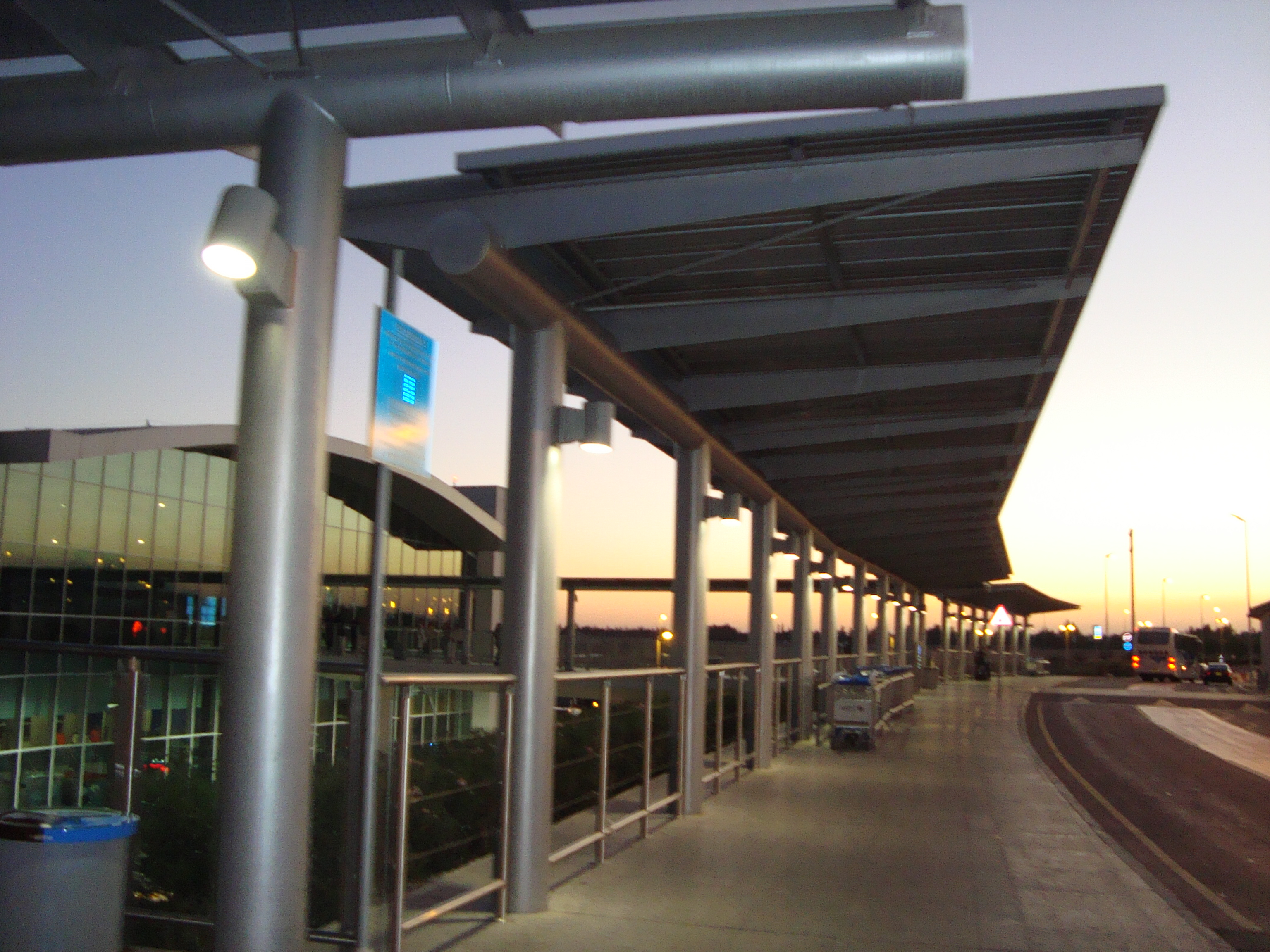
Aeroportul Internațional Larnaca

În 1999, Cipru avea 12 aeroporturi cu piste pavate. Dintre acestea, șapte aveau piste cu lungimi cuprinse între 2.438 și 3.047 metri, una avea o lungime între 1.524 și 2.437 metri, trei aveau lungimi între 914 și 1524 metri, iar una avea o lungime mai mică de 914 metri.
Dintre cele trei aeroporturi cu piste neasfaltate, două aveau lungimi mai mici de 914 metri și unul avea o lungime între 914 și 1524 metri.

### Aeroporturi internaționale
Aeroportul Internațional Larnaca este principalul aeroport al insulei și oferă zboruri către diverse locații din întreaga lume.
Aeroportul Internațional Paphos este al doilea cel mai mare aeroport și are zboruri în principal către Europa, prin Ryanair, cu zboruri ocazionale către alte continente.
Aeroportul Internațional Nicosia este un aeroport abandonat. A fost principalul aeroport al insulei până în 1974. Rămâne închis publicului.
Aeroportul Internațional Ercan este principalul aeroport din Ciprul de Nord. Singura destinație a aeroportului este Turcia, deservită doar de câteva companii aeriene din această țară. Zborurile către și dinspre aeroportul Ercan sunt supuse embargoului.